# Стены (фильм)
«Стены» (оригинальное название —קירות, Kirot) — полнометражный фильм израильского режиссёра Дани Лернера, вышедший на экраны в Израиле в декабре 2009 года. В главных ролях украинская модель-актриса Ольга Куриленко и победительница первой израильской «фабрики звёзд» певица Нинет Тайеб.

## Сюжет
Фильм повествует о тяжёлой судьбе двух девушек, решивших изменить свою жизнь в лучшую сторону. Одна из них — проститутка по имени Галя, которая работает в израильском борделе. Она пытается сбежать из борделя, но её ловят. Сутенер предлагает ей свободу, если она станет киллером.

## В ролях
- Ольга Куриленко — Галя
- Нинет Тайеб — Элинор
- Генри Давид — Петер
- Владимир Фридман — Мишка
- Лирон Лево[ивр.] — Рони
- Зохар Штраус[англ.] — муж Элинор

## Восприятие
Ханна Браун из The Jerusalem Post поставила фильму 4 звезды и отметила: «Редко я видела одновременно такой блестящий и такой разочаровывающий фильм, как „Стены“ Дэнни Лернера». Браун хвалит стиль фильма, игру Куриленко, но критикует тон и считает, что «насилие временами чрезмерно и порой угрожает разрушить всю суть фильма».